# Mijo Kerošević
Mijo Kerošević — Guja (Husino, kod Tuzle, 4. lipnja 1920. – Gornja Čađavica, kod Bijeljine, 3. prosinca 1946.), rudar, sudionik Narodnooslobodilačke borbe i narodni heroj

## Životopis
Rodio se 4. lipnja 1920. godine u selu Husinu, kod Tuzle. Potječe iz poznate rudarske obitelji Keroševića. Godine kad se rodio U Husinu je izbio rudarski štrajk, poznat kao Husinska buna iste godine kad se rodio Mijo Kerošević. U ovom štrajku sudjelovao je Mijin otac Franjo, kao i njegovi stričevi među kojima i Juro Kerošević, koji je poslije sloma štrajka optužen za ubojstvo žandara i prvo osuđen na smrt, a poslije pomilovan na dvadesetogodišnju robiju.
Poslije završetka škole, Mijo je kao i većina muškaraca u njegovoj obitelji postao rudarom. Prvo je radio u rudniku Kreki, a pred rat je radio u Banovićima. Prve spoznaje o radničkom pokretu Mijo je ponio iz svoje obitelji, koja je aktivno sudjelovala u revolucionarnom radničkom pokretu. Član Saveza komunističke omladine Jugoslavije (SKOJ-a) postao je u godinama pred rat.
Travanjski rat i okupacija Kraljevine Jugoslavije 1941. godine zatekli su ga u Banovićima, odakle se vratio u rodno mjesto. Kao član SKOJ-a aktivno je sudjelovao u pripremama za oružani ustanak. U dogovoru s Oblasnim komitetom KPJ za Tuzlu, skupina rudara Hrvata predvođena Petrom Miljanovićem i Ivom Bojanićem, a u kojoj je bio i Mijo, prijavila se u ustaški tabor u Bukinju. Posle izvjesnog vremena provedenih u ustašama, gdje su dobili odore, oružje i streljivo, u kolovozu su prebjegli partizanima na teritorij pod partizanskom kontrolom na Ozrenu. Od ove grupe rudara, kao i drugih rudara koji su već bili na Ozrenu, formirana je Husinska rudarska četa unutar Ozrenskog partizanskog odreda. Među borcima ove čete bio je i rudar Pejo Marković, u čiju je čast spjevana pjesma "Konjuh planinom". Od svih rudara-boraca ove čete jedino je Mijo dočekao kraj rata. U članstvo Komunističke komunističke partije (KPJ) primljen je 1942. godine.
Bio je vrlo hrabar borac, zbog čega su mu njegovi drugovi dali nadimak "Guja". Krajem 1942. godine stupio je u Šestu istočnobosansku brigadu, a od listopada 1943. je ušao u tada formiranu Osamnaestu hrvatsku istočnobosansku brigadu. U njoj se nalazio na dužnosti zapovjednika Trećeg husinskog bataljuna. Kao zapovjednik bataljuna istakao se u borbama tijekom Šeste neprijateljske ofanzive, krajem 1943. godine. Zajedno sa svojom postrojbom po velikoj studeni nekoliko je puta prelazio rijeku Krivaju, osiguravajući tako štab Trećeg bosanskog korpusa. Istakao se i u borbama oko Tešnja, Foče, Vučjaku, Doboja, oko Kladnja i Tuzle.
Koncem 1944. kao iskusna i provjerena borca prebacili su ga u Korpus narodne obrane Jugoslavije (KNOJ), koji se nalazio pod zapovjedništvom Odjeljenja za zaštitu naroda (OZNA). Po završetku rata, prebačen je u OZNU i postavljen za opunomoćenika OZNE u Tuzli, a poslije na dužnost referenta u Okružnom odjeljenju OZNE u Tuzli. Na terenu oko Tuzle, kao i području Posavine i Majevice, sudjelovao je u potjerama za ostatcima ustaških i četničkih skupina.
Smrtno je stradao 3. prosinca 1946. godine u selu Čađevici kod Bijeljine tijekom potjere za četničkim odmetnicima – Dragom Aničićem i Jocom Zarićem. Pokopan je na spomen-groblju u Husinu, gdje su pokopani rudari sudionici Husinske bune, kao i njegovi drugovi iz Husinske partizanske čete koji su pali tijekom Narodnooslobodilačke borbe.
Nositelj Partizanske spomenice 1941., a odlukom Prezidija Narodne skupštine FNRJ od 5. srpnja 1951. godine proglašen je za narodnog heroja.